# 圣马丁桥

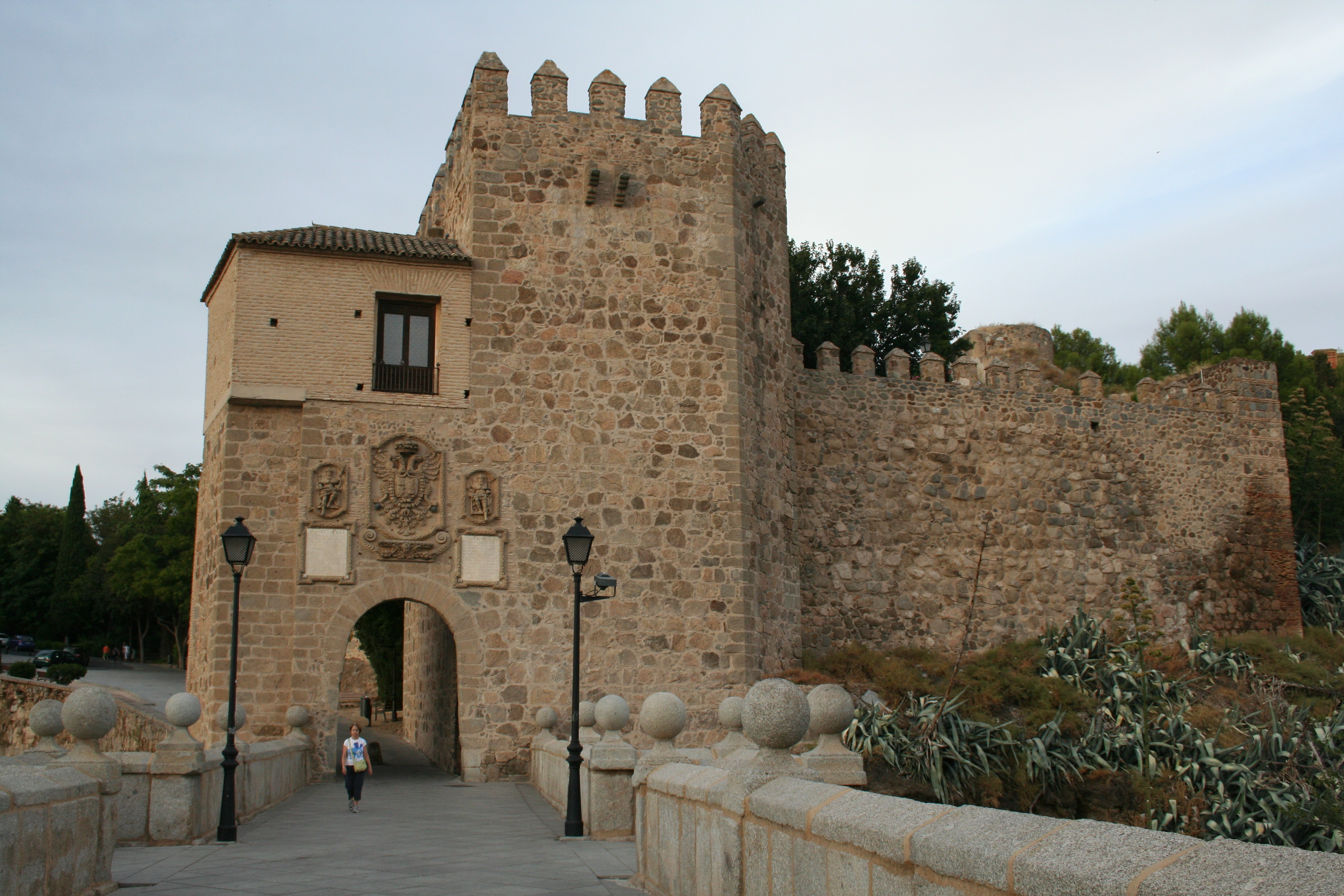

圣马丁桥（西班牙語：Puente de San Martín)是西班牙托萊多的一座中世纪桥梁，跨塔霍河。圣马丁桥设有五座桥拱，其中间最大的桥拱跨度为40米。 在那之前，世界上只有很少的桥梁达到这个水平。

## 历史

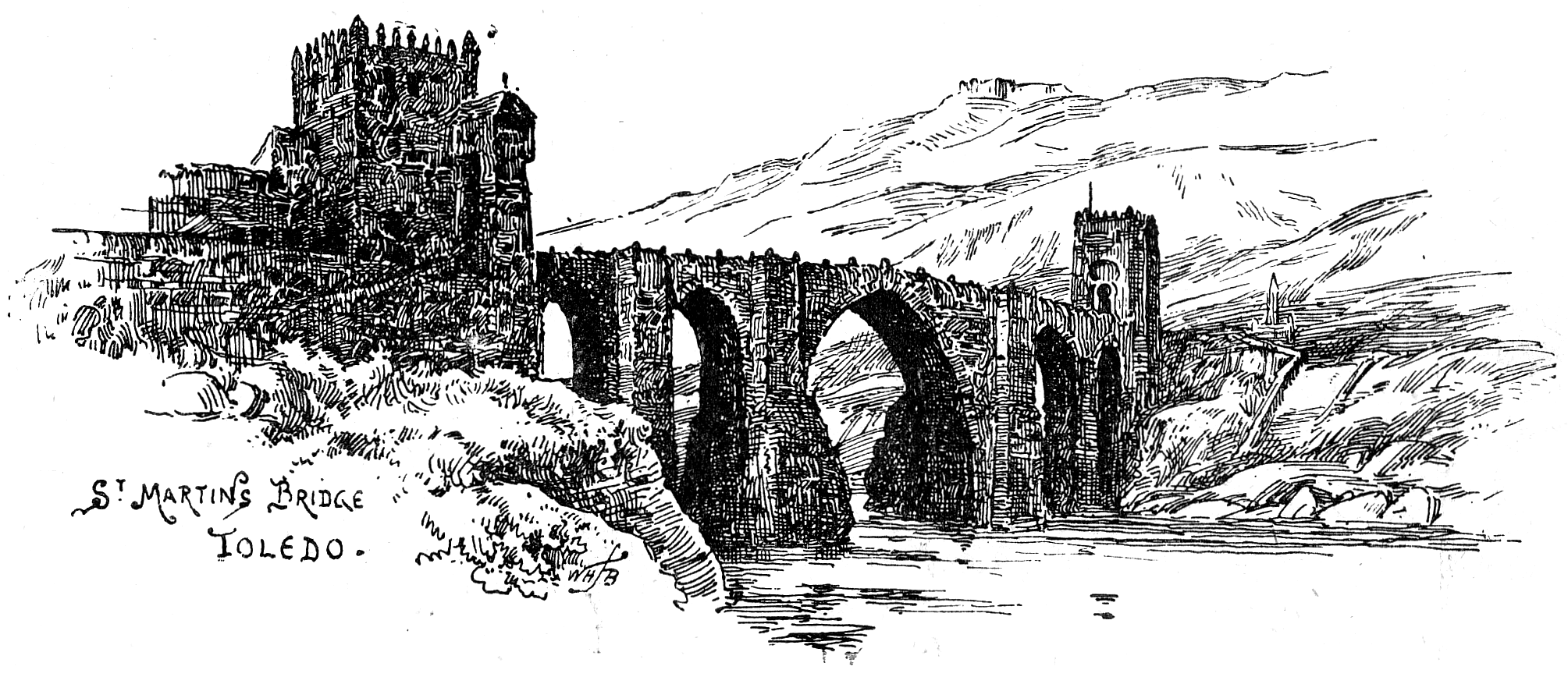

这座桥由总主教伯多禄·特诺里奥（Pedro Tenorio）建于14世纪末，用以连接西侧的老城和东岸。在16世纪，桥的两侧都用桥塔加固。

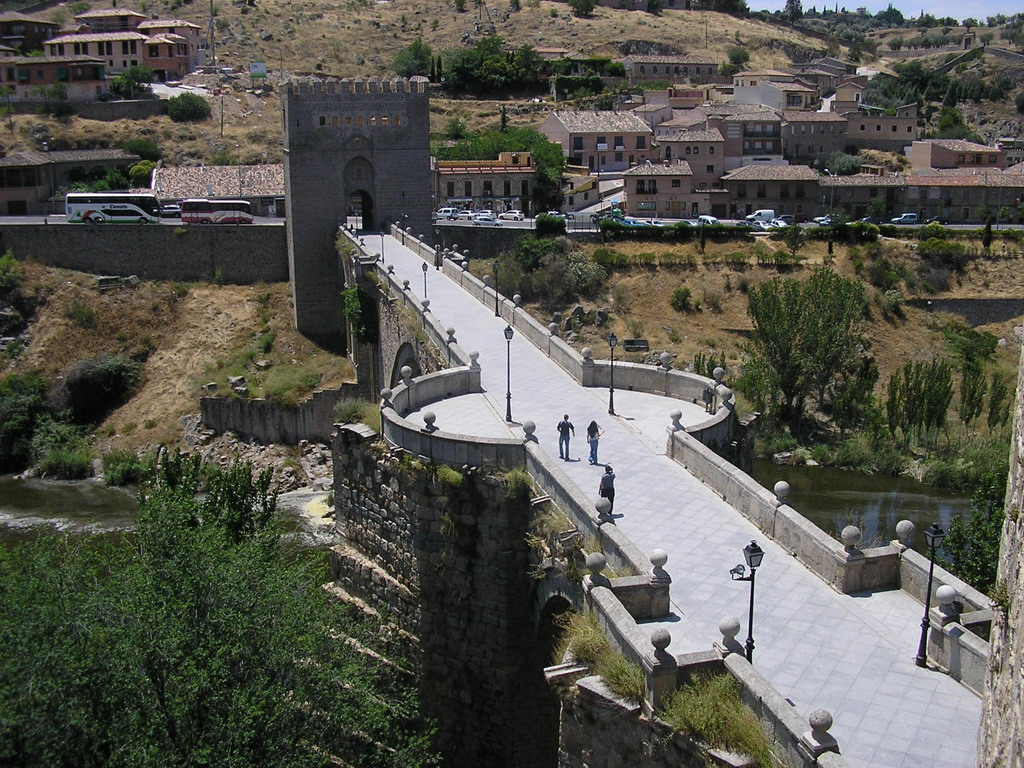

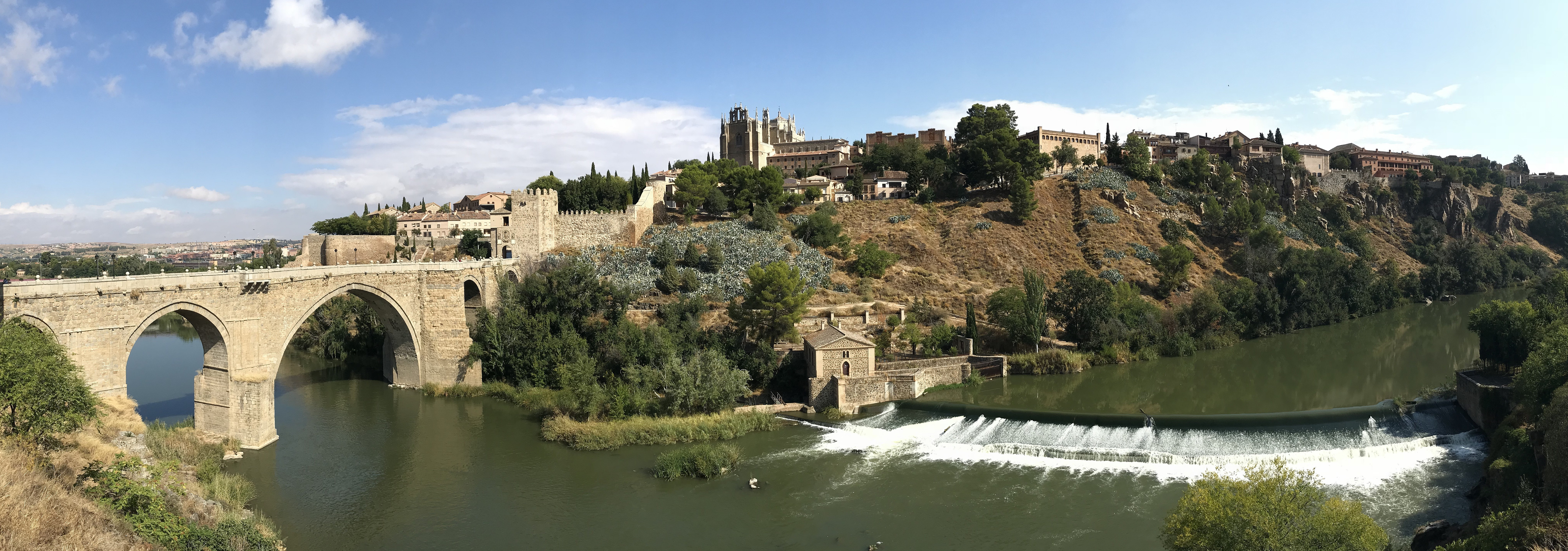